# Alofi
Alofi és una illa de l'oceà Pacífic pertanyent al territori francès de Wallis i Futuna. Actualment està gairebé deshabitada (només dos habitants el 2003), i sota la sobirania del rei d'Alo a Futuna, però en les èpoques pre-europees era tan densament poblat com Futuna.
Està solament 2 quilòmetres lluny de Futuna, això fa que hi hagi plantacions en l'illa almenys cada dissabte. Una collita popular és la de tabac, per això prenen força fulles per poder tenir fum per a la resta de la setmana. L'illa té una àrea de 32 km². El Mont Kolofau (també anomenat Mont Bougainville) arriba a una altura de 410 m.